# Art Modell

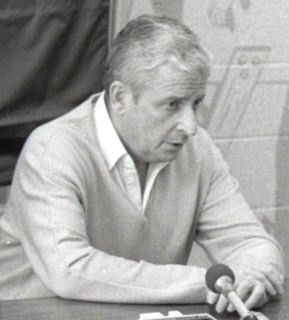
Art Modell (1983)

Arthur Bertram „Art“ Modell (* 23. Juni 1925 in New York City; † 6. September 2012 in Baltimore, Maryland) war ein US-amerikanischer Unternehmer und der Besitzer zweier Football-Teams der National Football League. Er war von 1961 bis 1995 Besitzer der Cleveland Browns und von 1996 bis 2004 Besitzer der Baltimore Ravens. 31 Jahre lang war er für die Verhandlungen der NFL mit den Fernsehsendern verantwortlich.

## Football
Im Jahr 1961 kaufte Modell für 4 Millionen US-Dollar die Cleveland Browns. Nachdem Modell im Jahr 1963 den Coach Paul Brown entlassen hatte, gewannen die Browns erstmals, seitdem Modell sie gekauft hatte, eine Meisterschaft. Nach der Saison 1995 war Modell der Ansicht, sein Team könne in Cleveland keinen Erfolg mehr erzielen. Deshalb zog er mit dem Team nach Baltimore. Die Namensrechte blieben in Cleveland und somit erhielt sein Team den neuen Namen Baltimore Ravens.
Obwohl Art Modell großen Einfluss auf die NFL hatte, ist er nicht in der Pro Football Hall of Fame.